# 小行星2873
小行星2873（2873 Binzel）是一颗绕太阳运转的小行星，为主小行星带小行星。该小行星于1982年3月28日发现。
該小行星以美國天文學家理查德·P·賓澤爾命名。

## 轨道参数
小行星2873的轨道半长轴为2.2510901 UA，离心率为0.158。